# Kimsooja
Kimsooja (Daegu, 1957) è un'artista sudcoreana.

## Biografia
Kimsooja nacque a Daegu, in Corea del Sud, nel 1957. Dopo aver studiato pittura a Seul e Parigi si trasferì a New York. L'artista è famosa per le opere “Le bandiere” in cui rappresenta tutte le bandiere del mondo anche quelle non riconosciute, “I bottari” ovvero fagotti di tessuto trasportate in un camion dall'artista che ci ha impiegato 11 giorni, “Lavandaia”, un'installazione in cui sono esposte dei tessuti tipici della Corea del Sud in cui il visitatore dovrà passare in mezzo e percepirà delicatezza e le video art “Donna-Ago” in cui sta ferma come un ago in mezzo alla folla nelle grandi metropoli popolose e “Donna- Mendicante” in cui Kimsooja si finge di essere una mendicante. Inoltre ha rappresentato la Corea del Sud nella Biennale di San Paolo del 1998 e alla Biennale di Venezia nel 2013 e in diversi musei europei.